# Sikorzyn (powiat kościański)
Sikorzyn – osada w Polsce położona w województwie wielkopolskim, w powiecie kościańskim, w gminie Śmigiel. Miejscowość wchodzi w skład sołectwa Morownica.
W okresie Wielkiego Księstwa Poznańskiego (1815-1848) miejscowość wzmiankowana jako folwark Sikorzyn należała do wsi mniejszych w ówczesnym pruskim powiecie Kosten rejencji poznańskiej. Folwark Sikorzyn należał do okręgu śmigielskiego tego powiatu i stanowił część majątku Marownica (dziś Morownica), który należał wówczas do Hektora Kwileckiego. Według spisu urzędowego z 1837 roku Sikorzyn liczył 13 mieszkańców, którzy zamieszkiwali jeden dym (domostwo).
W latach 1975–1998 miejscowość należała administracyjnie do województwa leszczyńskiego.